# Harry Potter in kamen modrosti
Harry Potter in kamen modrosti (izvirno angleško Harry Potter and the Philosopher's Stone) je prva knjiga iz serije o Harryju Potterju avtorice J. K. Rowling.

## Vsebina knjige
Harry Potter je sila nepriljubljen fant, ki živi pri sorodnikih, ki ga ne marajo. Vernon in Petunija Dursley sta mu povedala, da sta Harryeva starša umrla v prometni nesreči. Harry jima je verjel. Kar naenkrat se mu začnejo dogajati nenavadne stvari. Ko so za Dudleyev (Dudley je Harryev bratranec) rojstni dan odpravili v živalski vrt, se je Harry pogovarjal s kačo. Nenavadne stvari so se mu še naprej dogajale. Nekega dne je dobil pismo z Akademije za čarovnike in čarovnice, ki se imenuje Bradavičarka. Vernon in Petunija sta postala pozorna in tako sta vsako pismo iz Bradavičarke zažgala. Nekega dne pa se je v hišo usulo ogromno pisem in takrat je Vernonu Dursleyu prekipelo. Odpeljali so se na otok, kjer so bili v hiši. Ravno tisti dan je bil Harryev rojstni dan. Točno ob polnoči, pa vrata padejo s tečajev in v hišo vstopi Hagrid Ruralus in mu pove, da je čarovnik. Takrat se Harryju življenje spreobrne saj je sprejet na šolo za čarovnike, Bradavičarko. Tam kmalu spozna prijatelja, Rona in Hermiono. S Hermiono se  Ron sprva in Harry ne razumeta dobro, potem pa ko jo rešita pred trolom, postanejo najboljši prijatelji.  Harry ugotovi mnoge skrivnosti glede sebe in svojih staršev. Postane iskalec Gryfondomske ekipe quidditcha in jim pomaga osvojiti pokal.
Harry in prijatelji se med letom na Bradavičarki učijo raznih čarovniških spretnosti, od varjenja čarobnih napojev, do raznih urokov in zgodovine čarovništva.
Skozi zgodbo se porajajo mnoge skrivnosti in zapleti.
Na koncu zgodbe morajo prijatelji uporabiti vse svoje znanje in se dokopati do legendarnega kamna modrosti, preden to uspe Mrlakensteinu.
Da se dokoplje do kamna, mora premagati številne ovire, ki so jih postavili učitelji Bradavičarke: od Hagridovega Troglavega psa, hudičeve zanke profesorice Ochrowtove in sobane s ključi profesorja Colibrija, do ogromne McHudurrine šahovnice, Rawsove sobane z napoji in končno tudi Dumbledorejevega ogledala Ajneneperh.
Ob pomoči ogledala se dokoplje do Kamna Modrosti in se na koncu spopade s samim Mrlakensteinom.

## Podatki
Knjiga je bila v angleščini prvič izdana leta 1997 pri založbi Bloomsbury Press, v slovenščini pa leto kasneje v založbi EPTA.
Po knjigi je bil posnet prav tako uspešen film.

### Dosežki
J. K. Rowling je s to knjigo osvojila kar nekaj nagrad:
- Nestlé Smarties knjižna nagrada-1997, zlata medalja, 9-11 let
- FCBG otroške knjižne nagrade-1997, splošni zmagovalec in kategorija daljši roman
- Birmingham Cable otroške knjižne nagrade-1997
- Young Telegraph Paperback leta-1998
- Britanske knjižne nagrade-1997, mladinska knjiga leta
- Sheffield mladinske knjižne nagrade-1998
- Whitaker's Platinum knjižne nagrade-2001